# Assurger anzac
Assurger anzac är en fiskart som först beskrevs av Alexander, 1917.  Assurger anzac ingår i släktet Assurger och familjen Trichiuridae. Inga underarter finns listade.

## Bildgalleri

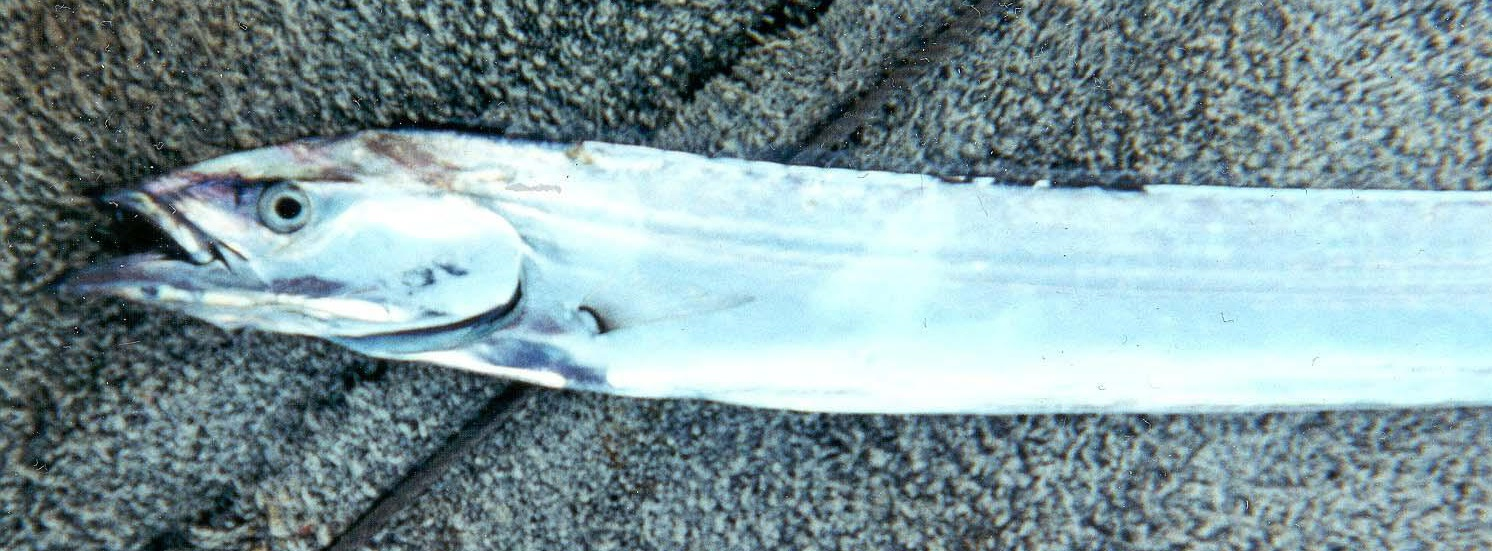